# Jezioro Wrzeszczyńskie
Jezioro Wrzeszczyńskie (Wrzeszczyński Zbiornik Wodny) – jezioro zaporowe na rzece Bóbr w województwie dolnośląskim, powiecie karkonoskim, gminie Jeżów Sudecki o pow. 40 ha, dł. około 3 km i szerokość dochodzącej do 200 m, powstałe w latach 1926-27. 
Jest najmłodszym zbiornikiem energetycznym spośród wszystkich zbiorników na Bobrze. Położone między Jeziorem Modrym a Jeziorem Pilchowickim pełni rolę zbiornika wyrównawczego dla tego ostatniego. Elektrownia Wrzeszczyn posiada dwa generatory o łącznej mocy 4,2 MW. Brzegiem jeziora prowadzi żółty szlak od Siedlęcina do Lubomierza.
Zobacz też: Jezioro Modre, Jezioro Pilchowickie